# Piper suipigua
Piper suipigua là một loài thực vật có hoa trong họ Hồ tiêu. Loài này được Buch.-Ham. ex D. Don miêu tả khoa học đầu tiên năm 1825.